# Licht im Osten

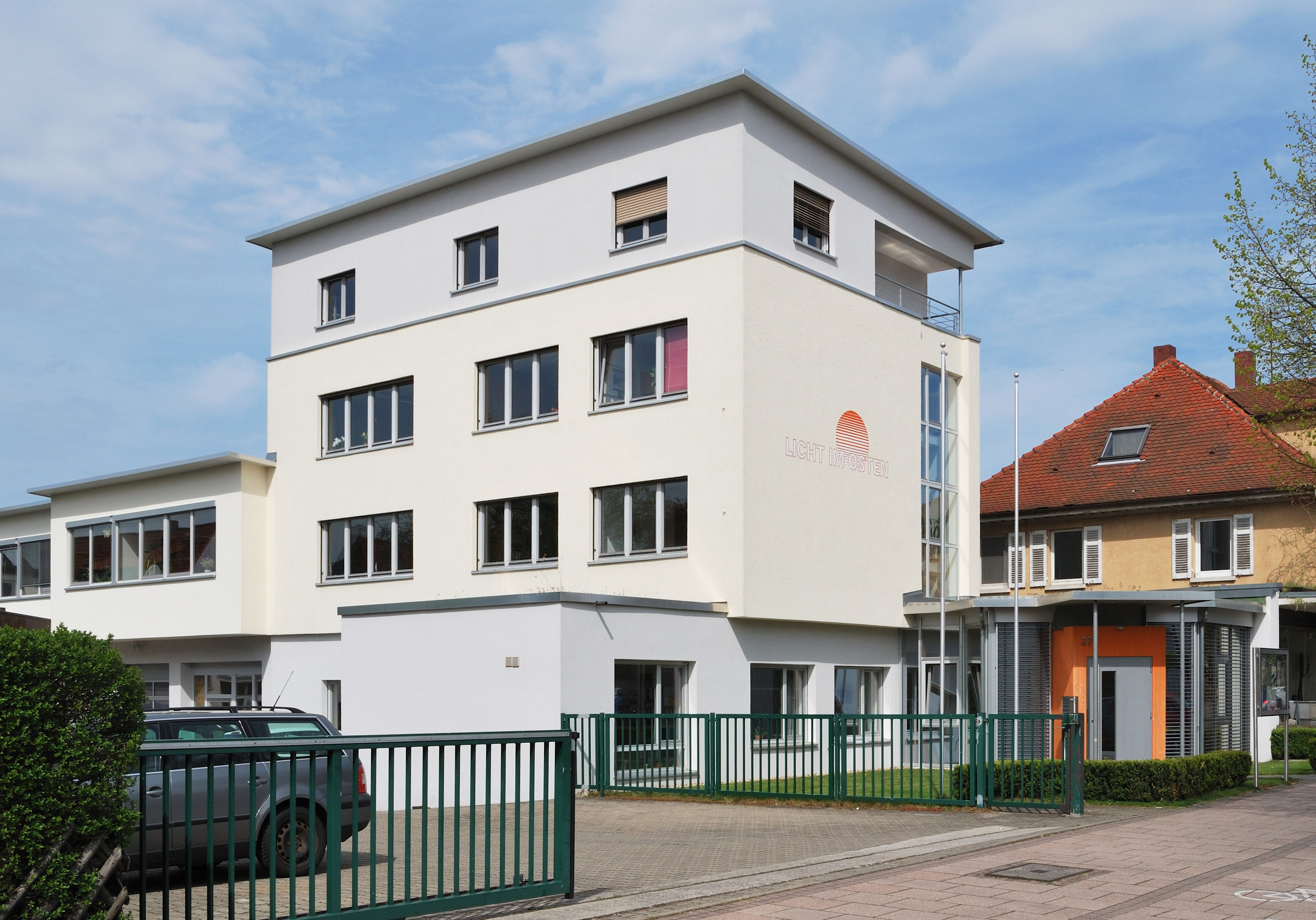
Centrala w Korntal

Licht im Osten (LIO) – niemiecka, chrześcijańska organizacja o charakterze ewangelikalnym, założona w 1920, prowadząca działalność ewangelizacyjną, charytatywną, edukacyjną i wydawniczą w krajach Europy Wschodniej oraz Azji Środkowej.
W czasach komunizmu misja zajmowała się kolportażem rosyjskich Biblii do ZSRR. 
Licht im Osten używa niekiedy angielskiej nazwy Light in the East oraz skrótu LITE.